# Оук-Гіллс-Плейс (Луїзіана)
Оук-Гіллс-Плейс (англ. Oak Hills Place) — переписна місцевість (CDP) в США, в окрузі Іст-Батон штату Луїзіана. Населення — 9239 осіб (2020).

## Географія
Оук-Гіллс-Плейс розташований за координатами 30°22′14″ пн. ш. 91°5′16″ зх. д. / 30.37056° пн. ш. 91.08778° зх. д. (30.370673, -91.087737).  За даними Бюро перепису населення США в 2010 році переписна місцевість мала площу 8,18 км², з яких 8,05 км² — суходіл та 0,12 км² — водойми.

## Демографія
Згідно з переписом 2010 року, у переписній місцевості мешкало 8195 осіб у 3556 домогосподарствах у складі 2278 родин. Густота населення становила 1002 особи/км².  Було 3855 помешкань (471/км²).
Расовий склад населення:
| - 77,4 % — білих - 15,9 % — чорних або афроамериканців - 4,8 % — азіатів - 0,2 % — корінних американців |

До двох чи більше рас належало 1,2 %. Частка іспаномовних становила 3,9 % від усіх жителів.
За віковим діапазоном населення розподілялося таким чином: 19,5 % — особи молодші 18 років, 65,5 % — особи у віці 18—64 років, 15,0 % — особи у віці 65 років та старші. Медіана віку мешканця становила 43,4 року. На 100 осіб жіночої статі у переписній місцевості припадало 89,3 чоловіків;  на 100 жінок у віці від 18 років та старших — 86,8 чоловіків також старших 18 років.
Середній дохід на одне домашнє господарство  становив 102 493 долари США (медіана — 82 195), а середній дохід на одну сім'ю — 123 479 доларів (медіана — 105 438). Медіана доходів становила 81 908 доларів для чоловіків та 47 979 доларів для жінок. За межею бідності перебувало 11,8 % осіб, у тому числі 26,1 % дітей у віці до 18 років та 5,5 % осіб у віці 65 років та старших.
Цивільне працевлаштоване населення становило 4358 осіб. Основні галузі зайнятості: освіта, охорона здоров'я та соціальна допомога — 30,8 %, науковці, спеціалісти, менеджери — 16,0 %, роздрібна торгівля — 10,5 %, будівництво — 9,6 %.